# 克雷格林根
克雷格林根（德語：Creglingen，發音：[ˈkʁeːɡlɪŋən] ⓘ）是德国巴登-符腾堡州斯图加特行政区美因-陶伯县的城市，面积117.23平方千米，2023年12月31日人口为4,565人。

## 景点
上帝教堂（Herrgottskirche）里的玛丽亚祭坛（1505年）是雕塑家蒂爾曼·里門施奈德的作品。每年8月25日夕阳照在祭坛上，让观察者仿佛看到了圣母升天。